# Pilisvörösvár (stacja kolejowa)
Pilisvörösvár (węg. Pilisvörösvár vasútállomás) – stacja kolejowa w Pilisvörösvár, w komitacie Pest, na Węgrzech. 
Znajduje się na linii 2 Budapest – Esztergom.
W latach 2012–2015 stacja przeszła gruntową modernizację, polegającą między innymi na zmianie układu torowego stacji, budowie nowych peronów oraz odnowieniu budynku dworcowego.

## Linie kolejowe
- 2 Budapest – Esztergom

## Komunikacja miejska
Stacja jest obsługiwana przez kilka linii autobusowych przewoźnika Volánbusz:
- 799
- 800
- 805
- 810
- 830